# Blussangeaux
Blussangeaux est une commune française située dans le département du Doubs, la région culturelle et historique de Franche-Comté et la région administrative Bourgogne-Franche-Comté.
Ses habitants se nomment les Bolottes. 

## Géographie

### Climat
Pour des articles plus généraux, voir Climat de la Bourgogne-Franche-Comté et Climat du Doubs.
En 2010, le climat de la commune est de type climat de montagne, selon une étude du Centre national de la recherche scientifique s'appuyant sur une série de données couvrant la période 1971-2000. En 2020, Météo-France publie une typologie des climats de la France métropolitaine dans laquelle la commune est exposée à un climat semi-continental et est dans la région climatique Jura, caractérisée par une forte pluviométrie en toutes saisons (1 000 à 1 500 mm/an), des hivers rigoureux et un ensoleillement médiocre.
Pour la période 1971-2000, la température annuelle moyenne est de 10,4 °C, avec une amplitude thermique annuelle de 17,2 °C. Le cumul annuel moyen de précipitations est de 1 294 mm, avec 12,3 jours de précipitations en janvier et 10,4 jours en juillet. Pour la période 1991-2020, la température moyenne annuelle observée sur la station météorologique de Météo-France la plus proche, « Medière », sur la commune de Médière à 3 km à vol d'oiseau, est de 11,5 °C et le cumul annuel moyen de précipitations est de 1 105,2 mm. 
La température maximale relevée sur cette station est de 40,2 °C, atteinte le 24 juillet 2019 ; la température minimale est de −17 °C, atteinte le 5 février 2012,,.
Les paramètres climatiques de la commune ont été estimés pour le milieu du siècle (2041-2070) selon différents scénarios d'émission de gaz à effet de serre à partir des nouvelles projections climatiques de référence DRIAS-2020. Ils sont consultables sur un site dédié publié par Météo-France en novembre 2022.

## Urbanisme

### Typologie
Au 1er janvier 2024, Blussangeaux est catégorisée commune rurale à habitat dispersé, selon la nouvelle grille communale de densité à 7 niveaux définie par l'Insee en 2022.
Elle est située hors unité urbaine. Par ailleurs la commune fait partie de l'aire d'attraction de Montbéliard, dont elle est une commune de la couronne,. Cette aire, qui regroupe 137 communes, est catégorisée dans les aires de 50 000 à moins de 200 000 habitants,.

### Occupation des sols
L'occupation des sols de la commune, telle qu'elle ressort de la base de données européenne d’occupation biophysique des sols Corine Land Cover (CLC), est marquée par l'importance des territoires agricoles (90 % en 2018), une proportion identique à celle de 1990 (90 %). La répartition détaillée en 2018 est la suivante : 
prairies (69,4 %), terres arables (12,1 %), forêts (10 %), zones agricoles hétérogènes (8,6 %). L'évolution de l’occupation des sols de la commune et de ses infrastructures peut être observée sur les différentes représentations cartographiques du territoire : la carte de Cassini (XVIIIe siècle), la carte d'état-major (1820-1866) et les cartes ou photos aériennes de l'IGN pour la période actuelle (1950 à aujourd'hui).

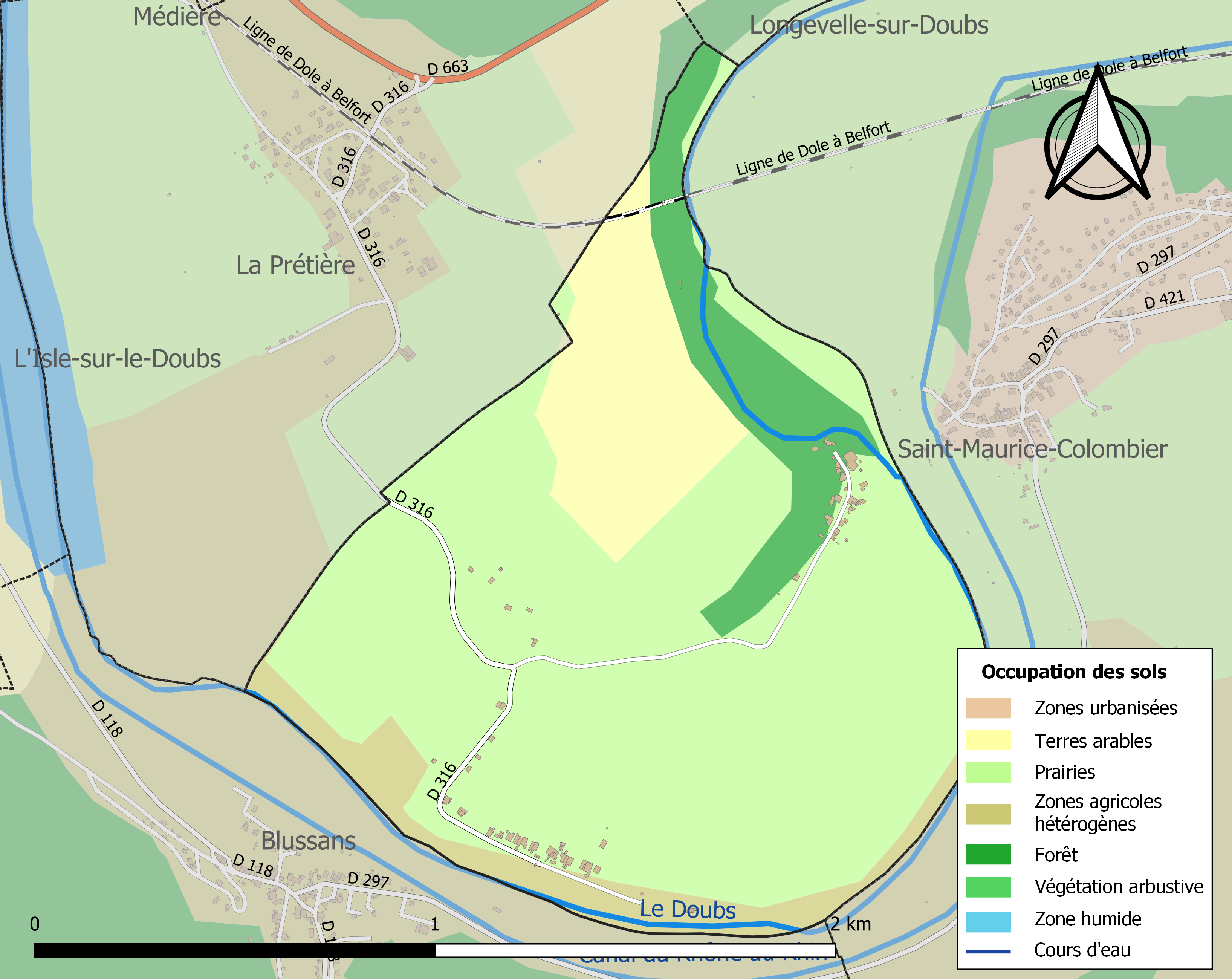
Carte des infrastructures et de l'occupation des sols de la commune en 2018 (CLC).

## Toponymie
Blucenjal en 1136, 1140 ; Blucenjas en 1259 ; Bluscenjaulx au XVe siècle ; Blussengeaux en 1542 ; Blussangeot en 1748.

## Politique et administration
| Période                                  | Période                     | Identité                                             | Étiquette | Qualité      |
| ---------------------------------------- | --------------------------- | ---------------------------------------------------- | --------- | ------------ |
| avant 1988                               | ?                           | Adrien Bôle-Richard                                  |           |              |
| 1995                                     | 2014                        | Roland Petrequin                                     | SE        | Agriculteur  |
| mars 2014                                | En cours (au 1er juin 2020) | Marie-Blanche Pernot Réélue pour le mandat 2020-2026 | SE        | Agricultrice |
| Les données manquantes sont à compléter. |                             |                                                      |           |              |

## Démographie
L'évolution du nombre d'habitants est connue à travers les recensements de la population effectués dans la commune depuis 1793. Pour les communes de moins de 10 000 habitants, une enquête de recensement portant sur toute la population est réalisée tous les cinq ans, les populations de référence des années intermédiaires étant quant à elles estimées par interpolation ou extrapolation. Pour la commune, le premier recensement exhaustif entrant dans le cadre du nouveau dispositif a été réalisé en 2007.

En 2022, la commune comptait 78 habitants, en évolution de −7,14 % par rapport à 2016 (Doubs : +1,88 %, France hors Mayotte : +2,11 %).
| 1793 | 1800 | 1806 | 1821 | 1831 | 1836 | 1841 | 1846 | 1851 |
| ---- | ---- | ---- | ---- | ---- | ---- | ---- | ---- | ---- |
| 151  | 140  | 171  | 171  | 202  | 244  | 252  | 264  | 258  |

| 1856 | 1861 | 1866 | 1872 | 1876 | 1881 | 1886 | 1891 | 1896 |
| ---- | ---- | ---- | ---- | ---- | ---- | ---- | ---- | ---- |
| 240  | 229  | 221  | 220  | 198  | 191  | 175  | 161  | 143  |

| 1901 | 1906 | 1911 | 1921 | 1926 | 1931 | 1936 | 1946 | 1954 |
| ---- | ---- | ---- | ---- | ---- | ---- | ---- | ---- | ---- |
| 146  | 131  | 123  | 126  | 106  | 100  | 93   | 90   | 68   |

| 1962 | 1968 | 1975 | 1982 | 1990 | 1999 | 2006 | 2007 | 2012 |
| ---- | ---- | ---- | ---- | ---- | ---- | ---- | ---- | ---- |
| 75   | 71   | 66   | 70   | 66   | 76   | 71   | 70   | 80   |

| 2017 | 2022 | - | - | - | - | - | - | - |
| ---- | ---- | - | - | - | - | - | - | - |
| 84   | 78   | - | - | - | - | - | - | - |

## Culture locale et patrimoine

### Lieux et monuments

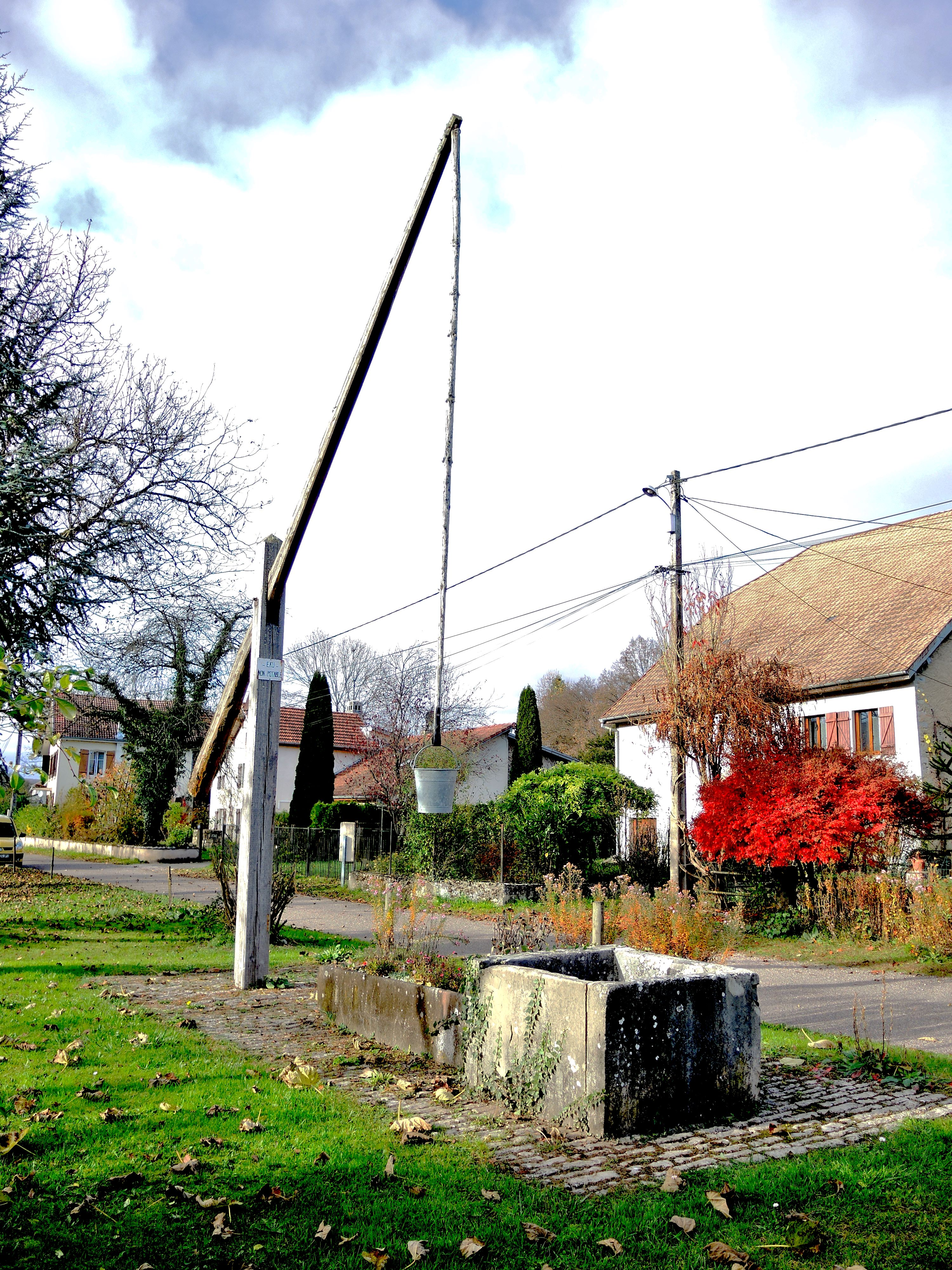
Blussangeaux, puits à balancier.

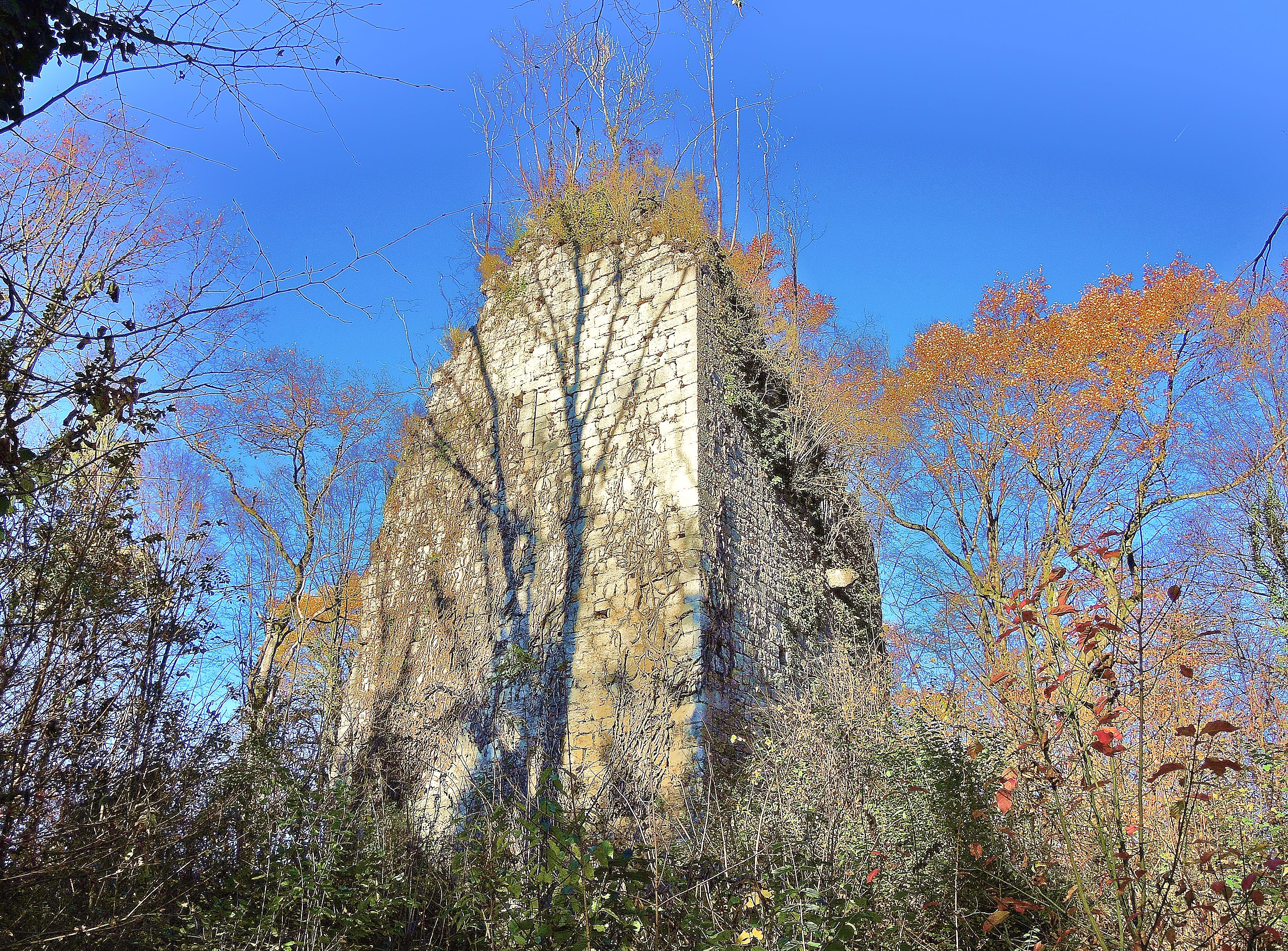
Tour médiévale du hameau de Châtelot, vue côté sud.

Début 2017, la commune est « réputée sans clochers ».
On peut voir dans le village des puits à balancier ainsi qu'une ancienne tour de guet.
Un cimetière mérovingien est présent vers le village, au lieu-dit La Paule.
- château du Chastelot[23].

### Personnalités liées à la commune
- Henri Bourlier, dit « Tito », héros de la résistance. Il crée le maquis qui opère à partir de 1943 dans la zone comprise entre Clerval et L'Isle-sur-le-Doubs. En septembre 1944 il est intégré dans l'armée régulière et participe à la libération de l'Alsace et l'entrée en Allemagne. Promu sous-lieutenant, il est volontaire pour l'Indochine où il tombe au champ d'honneur le 24 décembre 1946 à l'âge de 28 ans.